# 피엔차 대성당

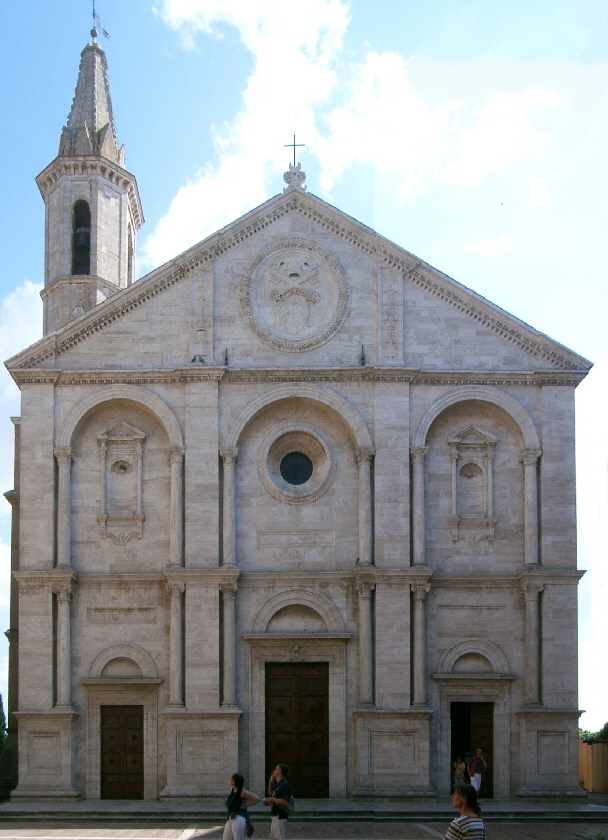
피엔차 대성당

피엔차 대성당(Duomo di Pienza) 또는 산타마리아 아순타 대성당(Concattedrale di Santa Maria Assunta)은 이탈리아 피엔차에 있는 대성당이다. 초창기 르네상스 방식으로 설계된 외관을 갖고 있다.